# Olympische Sommerspiele 2008/Schwimmen – 200 m Schmetterling (Frauen)
Der Wettbewerb über 200 Meter Schmetterling der Frauen bei den Olympischen Spielen 2008 in Peking wurde vom 12. bis 14. August 2008 im Nationalen Schwimmzentrum Peking ausgetragen. 36 Athletinnen nahmen daran teil. 
Es fanden fünf Vorläufe statt. Die 16 schnellsten Schwimmerinnen aller Vorläufe qualifizierten sich für die zwei Halbfinals, die am nächsten Tag ausgetragen wurden. Für das Finale qualifizierten sich die acht zeitschnellsten Schwimmerinnen beider Halbfinals.

## Rekorde
Vor Beginn der Olympischen Spiele waren folgende Rekorde gültig:
| Weltrekord         | Jessicah Schipper ( Australien)   | 2:05,40 min | Victoria, Kanada   | 17. August 2006    |
| Olympischer Rekord | Misty Hyman ( Vereinigte Staaten) | 2:05,88 min | Sydney, Australien | 20. September 2000 |

Während der Olympischen Spiele wurden folgende Rekorde gebrochen:
| Olympischer Rekord | Liu Zige | 2:04,18 min | Peking, Volksrepublik China | 14. August 2008 |
| Weltrekord         | Liu Zige | 2:04,18 min | Peking, Volksrepublik China | 14. August 2008 |

## Titelträger
| Olympiasieger | Otylia Jędrzejczak ( Polen)     | 2:06,05 min | Athen 2004     |
| Weltmeister   | Jessicah Schipper ( Australien) | 2:06,39 min | Melbourne 2007 |
| Europameister | Aurore Mongel ( Frankreich)     | 2:06,59 min | Eindhoven 2008 |

## Vorlauf

### Vorlauf 1
| Platz | Name                          | Nation       | Zeit        | Anmerkung |
| ----- | ----------------------------- | ------------ | ----------- | --------- |
| 1     | Eleftheria Evgenia Efstathiou | Griechenland | 2:13,27 min |           |
| 2     | Gülşah Günenç                 | Türkei       | 2:14,44 min | NR        |
| 3     | Ingvild Snildal               | Norwegen     | 2:14,53 min |           |
| 4     | Kristina Lennox-Silva         | Puerto Rico  | 2:17,27 min |           |

### Vorlauf 2
| Platz | Name             | Nation         | Zeit        | Anmerkung |
| ----- | ---------------- | -------------- | ----------- | --------- |
| 1     | Kathryn Meaklim  | Südafrika      | 2:09,41 min | AF        |
| 2     | Nina Dittrich    | Österreich     | 2:09,85 min | NR        |
| 3     | Sara Oliveira    | Portugal       | 2:10,14 min | NR        |
| 4     | Tetjana Chala    | Ukraine        | 2:12,16 min |           |
| 5     | Tao Li           | Singapur       | 2:12,63 min | NR        |
| 6     | Yang Chin-kuei   | Chinese Taipei | 2:13,26 min |           |
| 7     | Denisa Smolenová | Slowakei       | 2:13,81 min |           |
|       | Georgina Bardach | Argentinien    | DNS         |           |

### Vorlauf 3
| Platz | Name             | Nation     | Zeit        | Anmerkung |
| ----- | ---------------- | ---------- | ----------- | --------- |
| 1     | Liu Zige         | China      | 2:06,46 min |           |
| 2     | Yūko Nakanishi   | Japan      | 2:06,62 min |           |
| 3     | Natsumi Hoshi    | Japan      | 2:07,02 min |           |
| 4     | Stephanie Horner | Kanada     | 2:10,33 min |           |
| 5     | Paola Cavallino  | Italien    | 2:10,46 min |           |
| 6     | Emese Kovács     | Ungarn     | 2:12,73 min |           |
| 7     | Magali Rousseau  | Frankreich | 2:13,12 min |           |
| 8     | Sara Isakovič    | Slowenien  | DNS         |           |

### Vorlauf 4
| Platz | Name              | Nation             | Zeit        | Anmerkung |
| ----- | ----------------- | ------------------ | ----------- | --------- |
| 1     | Kathleen Hersey   | Vereinigte Staaten | 2:07,65 min |           |
| 2     | Micha Østergaard  | Dänemark           | 2:07,77 min | NR        |
| 3     | Jemma Lowe        | Großbritannien     | 2:08,07 min |           |
| 4     | Jessicah Schipper | Australien         | 2:08,11 min |           |
| 5     | Audrey Lacroix    | Kanada             | 2:08,54 min |           |
| 6     | Petra Granlund    | Schweden           | 2:08,97 min |           |
| 7     | Ellen Gandy       | Großbritannien     | 2:08,98 min |           |
| 8     | Jana Martynowa    | Russland           | 2:12,47 min |           |

### Vorlauf 5
| Platz | Name               | Nation             | Zeit        | Anmerkung |
| ----- | ------------------ | ------------------ | ----------- | --------- |
| 1     | Aurore Mongel      | Frankreich         | 2:06,49 min | NR        |
| 2     | Jiao Liuyang       | China              | 2:06,89 min |           |
| 3     | Otylia Jędrzejczak | Polen              | 2:06,91 min |           |
| 4     | Elaine Breeden     | Vereinigte Staaten | 2:07,92 min |           |
| 5     | Samantha Hamill    | Australien         | 2:08,83 min |           |
| 6     | Beatrix Boulsevicz | Ungarn             | 2:10,00 min |           |
| 7     | Joanna Maranhão    | Brasilien          | 2:10,64 min |           |
| 8     | Choi Hye-ra        | Südkorea           | 2:11,42 min |           |

## Halbfinale

### Lauf 1
| Platz | Name             | Nation         | Zeit        | Anmerkung |
| ----- | ---------------- | -------------- | ----------- | --------- |
| 1     | Jiao Liuyang     | China          | 2:06,42 min |           |
| 2     | Aurore Mongel    | Frankreich     | 2:07,21 min |           |
| 3     | Jemma Lowe       | Großbritannien | 2:07,87 min |           |
| 4     | Natsumi Hoshi    | Japan          | 2:07,93 min |           |
| 5     | Micha Østergaard | Dänemark       | 2:09,29 min |           |
| 6     | Audrey Lacroix   | Kanada         | 2:09,74 min |           |
| 7     | Petra Granlund   | Schweden       | 2:09,79 min |           |
| 8     | Kathryn Meaklim  | Südafrika      | 2:11,74 min |           |

### Lauf 2
| Platz | Name               | Nation             | Zeit        | Anmerkung |
| ----- | ------------------ | ------------------ | ----------- | --------- |
| 1     | Liu Zige           | China              | 2:06,25 min | AS        |
| 2     | Jessicah Schipper  | Australien         | 2:06,34 min |           |
| 3     | Otylia Jędrzejczak | Polen              | 2:06,78 min |           |
| 4     | Yūko Nakanishi     | Japan              | 2:06,96 min |           |
| 4     | Kathleen Hersey    | Vereinigte Staaten | 2:06,96 min |           |
| 6     | Elaine Breeden     | Vereinigte Staaten | 2:07,73 min |           |
| 7     | Samantha Hamill    | Australien         | 2:09,58 min |           |
| 8     | Ellen Gandy        | Großbritannien     | 2:10,60 min |           |

## Finale
| Platz | Name               | Nation             | Zeit        | Anmerkung |
| ----- | ------------------ | ------------------ | ----------- | --------- |
| 1     | Liu Zige           | China              | 2:04,18 min | WR        |
| 2     | Jiao Liuyang       | China              | 2:04,72 min |           |
| 3     | Jessicah Schipper  | Australien         | 2:06,26 min |           |
| 4     | Otylia Jędrzejczak | Polen              | 2:07,02 min |           |
| 5     | Yūko Nakanishi     | Japan              | 2:07,32 min |           |
| 6     | Aurore Mongel      | Frankreich         | 2:07,36 min |           |
| 7     | Elaine Breeden     | Vereinigte Staaten | 2:07,57 min |           |
| 8     | Kathleen Hersey    | Vereinigte Staaten | 2:08,23 min |           |